# Тенгиз Сулаквелидзе
Тенгиз Сулаквелидзе (на грузински: თენგიზ სულაქველიძე; на руски: Тенгиз Сулаквелидзе) е съветски и грузински футболист и треньор. Почетен майстор на спорта на СССР (1981).

## Кариера
Започва кариерата си в Торпедо Кутаиси, за който играе между 1974 и 1978 г. През 1978 г. преминава в Динамо Тбилиси, където става шампион на СССР през 1978 г., носител на Купата на СССР от 1979 г., победител в Купа на носители на купи 1980/81. Приключва кариерата си през 1989 г. в шведския ИФК Холмсунд.

### Национален отбор
Сулаквелидзе дебютира за СССР на 26 март 1980 г. в приятелски мач с България. Той играе на Световното първенство през 1982 г. и Евро 1988.

## Отличия

### Отборни
Динамо Тбилиси
- Съветска Висша лига: 1978
- Купа на СССР по футбол: 1979
- Купа на носителите на купи: 1981